# قلعة بردي (باتشة لك الشرقي)
قلعة بردي (بالفارسية: قلعه بردی) هي قرية تقع في إيران في قسم باتشة لك الشرقي الریفي. يقدر عدد سكانها بـ 145 نسمة بحسب إحصاء 2016.